# 隆政
隆政（りゅうせい、仁治2年（1241年）- 弘長3年1月9日（1263年2月18日））は、鎌倉時代中期の僧侶。北条氏の一族。

## 生涯
父は第4代執権・北条経時で長男（庶長子）。母は側室の讃岐女房。寛元4年（1246年）に父が危篤状態になった際、わずか6歳の上、前将軍の九条頼経ら反執権一派が巻き返していたため、時頼に隆政を補佐させる体制では危ういと考えられて相続できなかったという。
経時の死後、時頼の意向で隆弁に入室して僧侶となった。弘長3年（1263年）1月9日、23歳で死去した。